# Aristaios

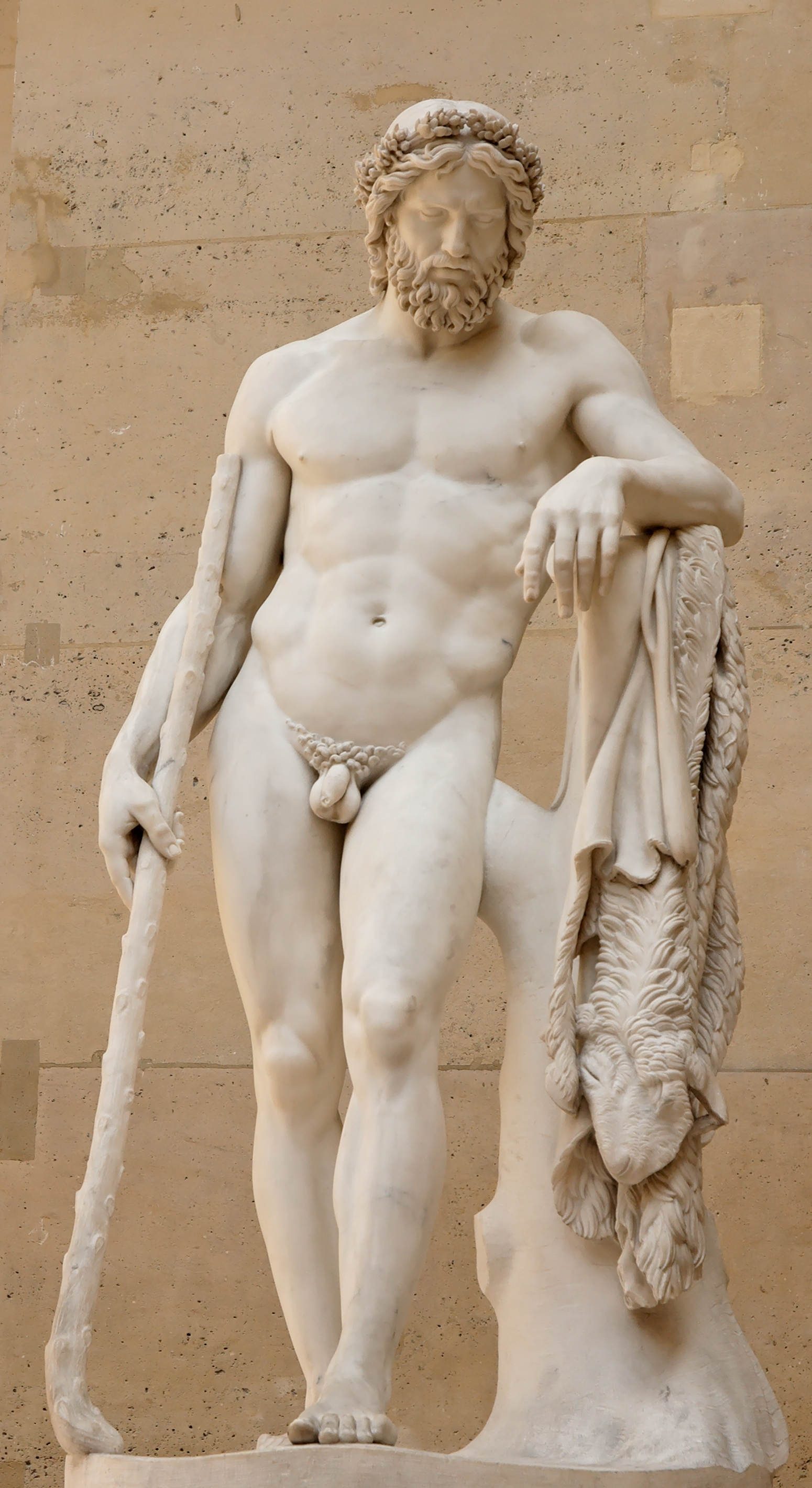
Aristaios, socha, autor: François-Joseph Bosio, Louvre

Aristaios (latinsky Aristaeus) je v řecké mytologii synem boha Apollóna a nymfy Kyréné.
Kyréné byla dcerou Hypsea, krále Lapithů, opovrhovala všemi domácími a ručními pracemi, raději lovila divou zvěř a ochraňovala tak otcova stáda. Když jednou zápasila s mohutným lvem, pozoroval ji bůh Apollón a pak se na ni ptal moudrého Cheiróna. Ten však již dávno věděl, že Apollónovi se statečná i sličná Kyréné zalíbila, dokonce i to, že Apollón ji hodlá pro sebe unést. Cheirón předpověděl, že ji bůh odvede do bohaté země a jeho hlavní město pojmenuje po ní. Tak se stalo, zamilovaný Apollón jí slíbil, že bude vládnout i věnovat se své lovecké vášni.
Kyréné mu porodila syna Aristaia a po něm ještě mladšího syna Idmóna, věštce, který se později účastnil výpravy Argonautů pod vedením Iásona. Loď Argó plula do daleké Kolchidy, aby přivezla zlaté rouno, za něž měl Iásón získat zpět vládu nad Iólkem.
Aristaiovy výchovy se ujaly také nymfy, které ho naučily mnoha znalostem, zejména však pěstovat včely, zušlechťovat stromy, zejména olivovníky, ale také mlékařství a výrobě sýra.
Jeho manželkou byla Autonoé, dcera krále Kadma, zakladatele Théb. Spolu měli syna Aktaióna, kterého zničila bohyně lovu Artemis. Když ji neúmyslně spatřil nahou, pomstila se mu tím, že ho proměnila v jelena. Následně ho uštvala jeho vlastní družina honců a jejich psi ho roztrhali.
Aristaios se vyskytuje v řeckých i římských mýtech, kde bývá považován za dobrodince lidí, které prý naučil chovat dobytek a včely. V souvislosti s tím se tradovalo u venkovanů, že včely se rodí z mrtvých dobytčat, což uvádí i Vergilius ve svých Zpěvech rolnických. Svými dovednostmi Aristaios připomíná Triptolema, kterému sama bohyně Démétér darovala obilná zrna, naučila ho obdělávat půdu. Navíc mu přikázala, aby učil i ostatní lidi i národy obdělávat půdu, zejména orat a sít.